# Krakausche Villa

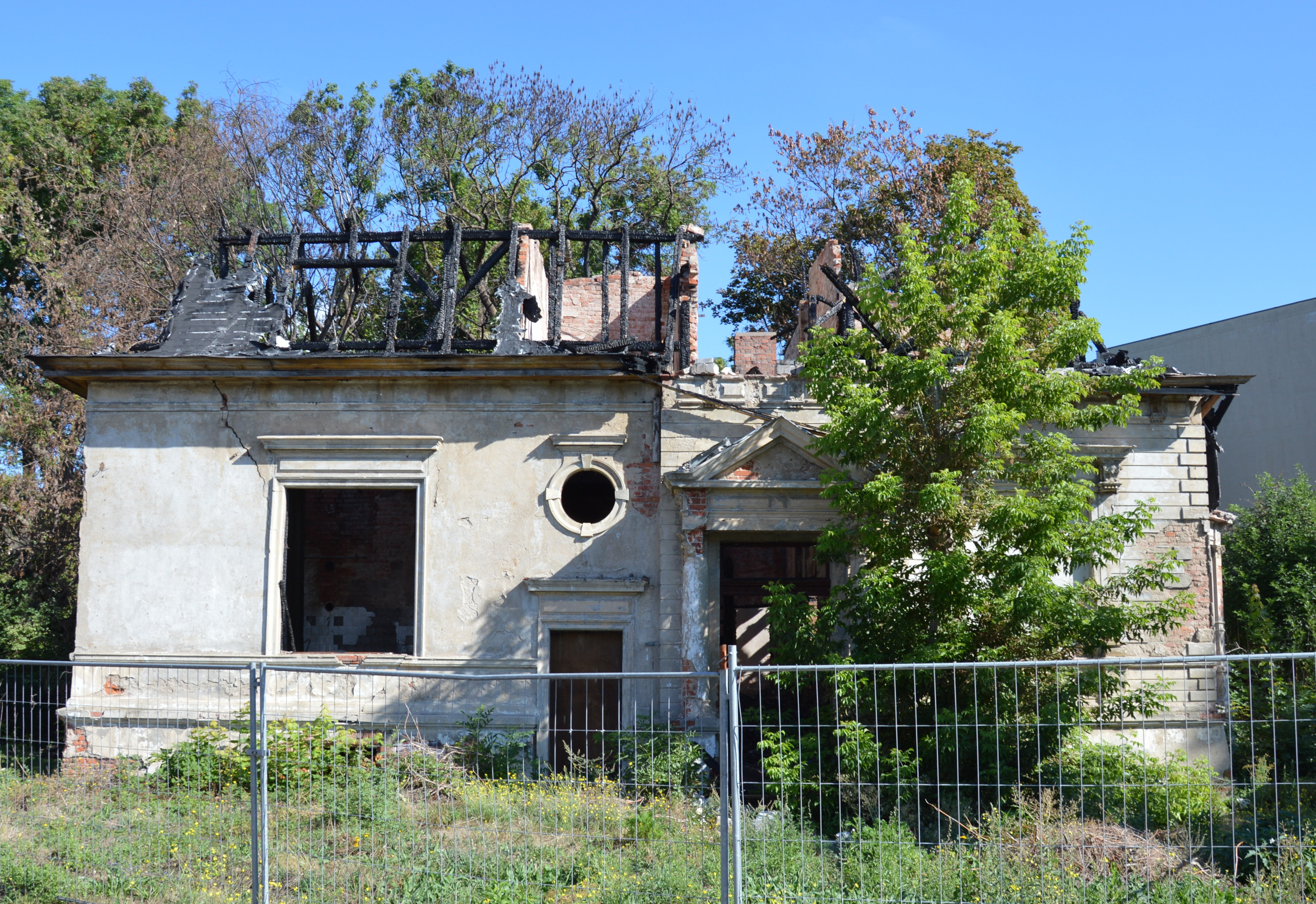
Ruine der Krakauschen Villa, 2016

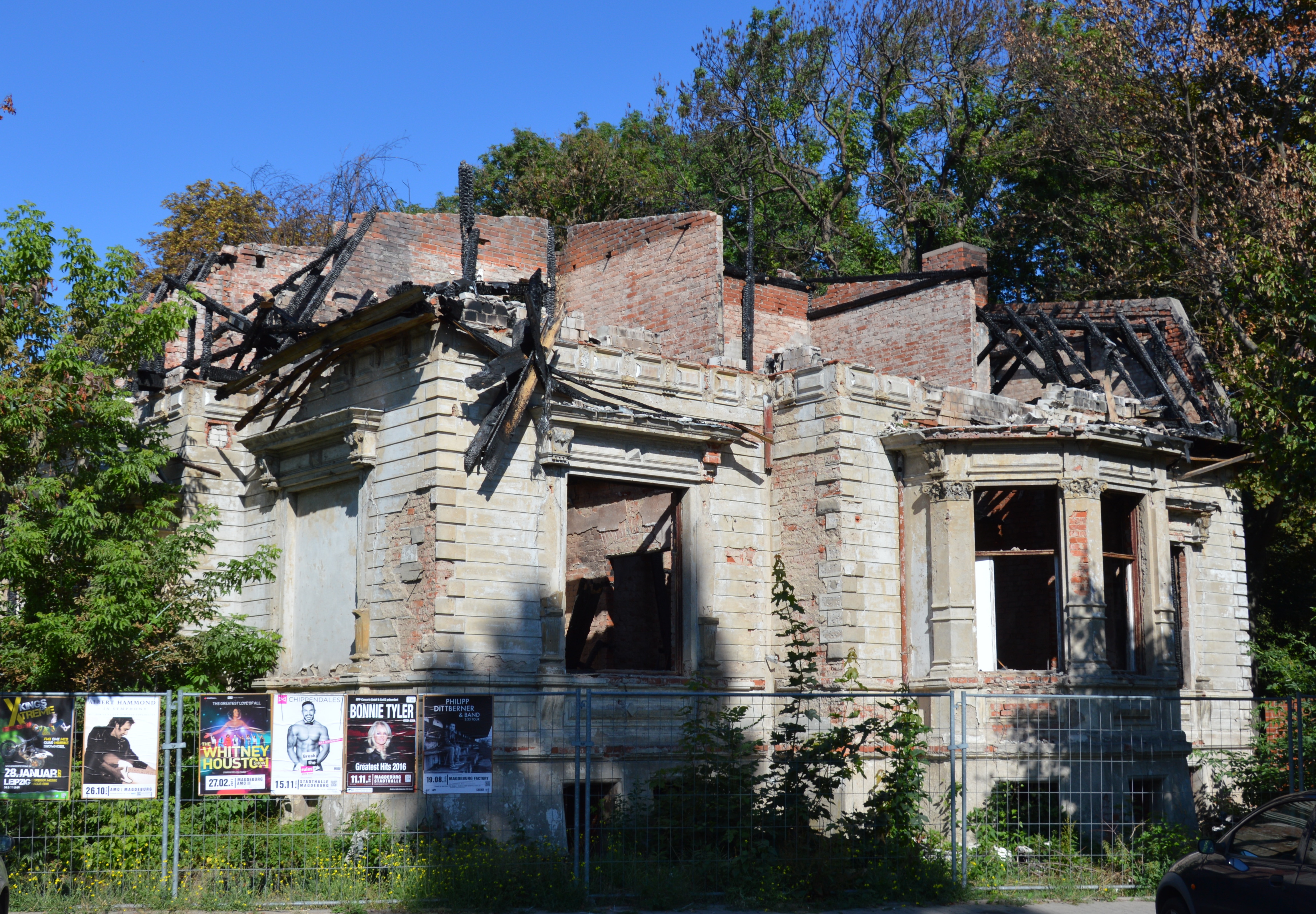
Blick von der Salzmannstraße, 2016

Die Krakausche Villa, auch als Rothsche Villa bezeichnet, ist ein denkmalgeschütztes Villa in Magdeburg in Sachsen-Anhalt.

## Lage
Die Villa befindet sich an der Adresse Salzmannstraße 28 im Stadtteil Sudenburg, unmittelbar nördlich der Einmündung der Straße Am Stadion. 

## Architektur und Geschichte
Die Villa wurde im Jahr 1895 von August Kalbow für den als Landwirt und Betreiber einer Darre tätigen Carl August Krakau errichtet. Der Bauplatz gehörte damals zur Zichorienfabrik Krakaus. Die eingeschossige verputzte Villa wurde auf einem Souterrain errichtet. Die Wohnebene liegt 1,25 Meter oberhalb des Geländeniveaus. Der Baustil ist an das französische Barock des 17. und 18. Jahrhunderts angelehnt und gibt dem im Verhältnis zu anderen Villen eher kleineren Haus einen schlossartigen Charakter. Oberhalb des von einem Dreiecksgiebel überspannten und als Portikus gestalteten Eingangs an der Südwestseite erhebt sich ein turmartiger Aufbau. Links des Portikus befindet sich der Eingang für Dienstboten. Darüber hinaus verfügt die Halbvilla zur Straße hin über einen markanten einem Risalit vorgelagerten Erker mit einem 5/8 Grundriss. Links und rechts des Erkers befinden sich annähernd quadratische Fensteröffnungen. Auf der Gartenseite besteht ein in Form eines Atriums angelegter Hof. Im Inneren besteht ein Berliner Zimmer.
In den 1920er Jahren wurde das Gebäude das Wohnhaus des Maschinenfabrikanten Roth.
Seit Ende des 20. Jahrhunderts stand das Haus leer. Das ehemals zum Haus gehörende Grundstück wurde mit einer Wohnsiedlung bebaut und die Straße Am Stadion angelegt. Durch Vandalismus und Brandschäden ist der Zustand heute (Stand 2016) ruinös. Das Gebäude ist dringend sanierungsbedürftig.
Im örtlichen Denkmalverzeichnis ist die Villa unter der Erfassungsnummer 094 70023 als Baudenkmal verzeichnet.